# Kawasaki Superbike Challenge
Kawasaki Superbike Challenge (в Европе известна как Kawasaki Superbikes) — мультиплатформенная гоночная видеоигра 1994 года, где игрок берёт на себя роль заводского гонщика Kawasaki в неназванной вымышленной гоночной серии.

## Игровой процесс
Kawasaki Superbike Challenge является игрой о гонках на мотоциклах, использующей тот же движок, что и игра F1 для Sega Genesis. Она включает 14 гоночных трасс стандартной длины, а также доступную как в тренировочном, так и в чемпионском режиме трассу Suzuka 8 Hours для гонок на выносливость. Игра не является игрой по лицензии (но имеет лицензию от Kawasaki), поэтому все гонщики и команды вымышлены.
В игре больше полигональных объектов на обочине, чем в F1. Также в игре по-прежнему есть турбо-режим, ускоряющий темп гонок в обмен на исчезновение некоторых деталей. Игроки имеют возможность включать или отключать погоду (в дождливые дни графика мрачнее и у мотоцикла меньшее сцепление с дорогой). Некоторые изменения затронули управление, чтобы подчеркнуть разницу между автомобилями и мотоциклами.

## Отзывы
Обозревая версию для Mega Drive, GamePro похвалил многочисленные настройки, отзывчивое управление, сложные трассы, сбалансированную сложность с «достаточным разнообразием для того, чтобы пройти игру на всех уровнях сложности», но раскритиковал слабо детализированный пейзаж, «угловатые» полигоны и недостаток визуальных эффектов для подчёркивания действа. Он более тепло принял версию для Game Gear, одобрив графику, быстрый темп, режим для двух игроков и в особенности множество режимов и опций. Журнал заключил: «Портативные гонки не могут быть намного лучше этих».
Критик от Next Generation подверг резкой критике версию игры для Super NES, в основном за отсутствие скорости в каком бы то ни было смысле. В дальнейшем он отметил, что «прямоугольные „полигональные“ блоки усеивают обочины дороги, что скорее сбивает с толку нежели украшает, а перспектива „от первого лица“ довольно хорошо скрывает дорогу, и вы могли бы назвать управление вялым, если бы „вялый“ было бы достаточно сильным словом». Он оценил игру в 1 звезду из 5.
Next Generation также сделал обзор версии для Mega Drive, оценив её в 2 звезды из 5, и заявив, что «в конечном итоге избыточные, обыденные гонки и отсутствие характеров у байкеров делают эту игру неинтересной».